# Crassochrysa
Crassochrysa is een geslacht van insecten uit de familie van de gaasvliegen (Chrysopidae), die tot de orde netvleugeligen (Neuroptera) behoort.

## Soorten
- C. aculeata (Tjeder, 1966)
- C. proxima Hölzel, 1990
- C. somalica Hölzel & Ohm, 1991